# 花のニッパチ組
花のニッパチ組（はなのにっぱちぐみ）は、昭和28年（1953年）に関連する言葉である。

## 学制改革
1953年に国立大学を卒業した日本の学生は、1949年の学制改革によって旧制高等学校と新制大学の両方を経験しており、さらに廃校となった外地の大学の学生も転入してきたため、官僚や経済界などで多種多様な人材を輩出した学年として知られている。

## 大相撲
大相撲においては、昭和50年代（1975年から1984年）頃に活躍した昭和28年（1953年）生まれの力士を指す。
- 北の湖敏満（第55代横綱、元一代年寄・北の湖）
- 若乃花幹士 (2代)（第56代横綱、元年寄・間垣）
- 麒麟児和春（最高位関脇、元年寄・北陣）
- 金城興福（最高位関脇）
- 大錦一徹（最高位小結、元年寄・山科）

らが該当する。ただし麒麟児・金城（のちに栃光）は早生まれであるため、学年としては1つ年上となる。